# Dalinghosaurus longidigitus
Il dalingosauro (Dalinghosaurus longidigitus) è un rettile estinto appartenente agli squamati. Visse nel Cretaceo inferiore (circa 120 milioni di anni fa). I suoi resti sono stati ritrovati in Cina, nel famoso giacimento di Yixian. 

## Significato dei fossili
Nonostante sia vissuto all'inizio del Cretaceo, questo animale è imparentato con alcune lucertole attuali dall'aspetto arcaico, gli xenosauridi (Xenosauridae). In particolare, Dalinghosaurus sembrerebbe essere strettamente imparentato con Shinisaurus della Cina e con gli estinti Exostinus (Montana e Wyoming) e Carusia (Mongolia). Dalinghosaurus possedeva una lunghissima coda, simile a quella di un coccodrillo. Il cranio possedeva denti conici, presenti in misura minore che in Carusia. Le zampe posteriori possedevano dita insolitamente lunghe (da qui il nome specifico longidigitus). Alcuni particolari cranici e mandibolari, inoltre, differenziano questo animale da Shinisaurus. Sono noti numerosi esemplari di Dalinghosaurus; uno degli scheletri contiene al suo interno numerosi esemplari giovani (forse più di dieci).